# 小鹿みき
小鹿 みき（こじか みき、本名：畑田 由美子。、1949年〈昭和24年〉8月8日 - ）は、日本の女優。兵庫県神戸市出身。小鹿ミキの表記もある。

## 来歴
関西女子短期大学1年生在学中に、アルバイトでファッションモデルをしていた時に当時朝日放送（ABC）プロデューサーの澤田隆治にスカウトされたのをきっかけに芸能界入り。芸名は最初に所属した事務所の社長が名付け、当時公開されていたディズニーのアニメ映画『バンビ』に因み、彼女の目がそのバンビの目に似ていたことから「小鹿」、下の名前は語呂の良さを考えて最初「ミキ」と名付けられた。1977年にミキから「みき」に改名している。
19歳でNHKオーディションに合格。澤田隆治プロデュースの朝日放送ドラマ「あきれた学園」の他TBSドラマ「肝っ玉かあさん」「ありがとう」「みんなで7人」などに出演。大御所女優を相手に堂々たる演技を見せ、コケティッシュな三枚目的かわいらしさで一躍注目を集めた。現在は愛知県名古屋市でクラブ『MEMBER'S みき』を経営するほか、エフエム愛知で毎週火曜日夜21:00放送「いわせとみきの金鯱塾」の塾長としてパーソナリティを務めている。
2014年2月20日には、テレビ東京系の番組「木曜8時のコンサート〜名曲!にっぽんの歌〜名古屋スペシャル」にVTR出演した。撮影は自身が経営するクラブで開店時間中に行われ、レポーターは同番組の司会を務める松丸友紀アナウンサーが担当した。
2019年１月より名古屋で飲食店を展開するまかまかグループの名誉女将に就任。
2020年7月25日放送より静岡朝日テレビ【となりのスターさん】MC、さらば青春の光・森田哲矢・東ブクロでレギュラー企画[小鹿みきスター復活への道]出演中。
YouTubeまかまかチャンネルにて芸能人対談編MCとして、知古の有名芸能人との対談編担当。梅沢富美男・澁谷天外など豪華ゲスト出演。
LIVE812公式ライバー就任。

## エピソード
- 1972年12月31日にTBSで放送された第14回輝く日本レコード大賞では五代目三遊亭円楽（以下、五代目円楽）、林家こん平ともに銀座四丁目交差点（三越前）からの中継レポーターとして出演。中継終了後、五代目円楽とともにメイン会場の帝国劇場に戻り、大賞受賞者のちあきなおみを祝福した。ちなみにちあきなおみとはある番組（番組名は不明）で共演した経験があり、受賞曲の『喝采』の1コーラス目を歌い終えた後に花束を贈呈し、喜びを分かち合っている。レコード大賞の放送終了後、連続して、東京宝塚劇場から生中継された、第23回NHK紅白歌合戦にも応援ゲストとして出演した。

## 出演歴

### 映画
- チョットだけョ全員集合!!（1973年）　- あやめ 役
- 愛ってなんだろ（1973年）
- わが道（1974年） - キネマ旬報ベストテン第6位、新藤兼人監督
- 沖田総司（1974年）
- 三婆（1974年）
- BE FREE!（1986年）

### テレビドラマ
- 東京築地三丁目（1971年、TBS）
- 肝っ玉かあさん（1971年 - 1972年、TBS）- 木下杖 役
- 東芝日曜劇場（TBS）
  - 女と味噌汁22（1971年）
  - でんでん太鼓（1973年） - ハル
- ありがとう（TBS）
  - 第2シリーズ（1972年 - 1973年） - 斉藤小雪 役
  - 第3シリーズ（1973年 - 1974年）- 山口三都 役
- みんなで7人（1972年 - 1973年、TBS）
- まんまる四角（1973年、TBS）- 木田タケ子 役
- ボクのしあわせ（1973年、CX） - 作家（主人公）の妻
- 国盗り物語（1973年、NHK総合） - 木さる 役
- さよなら・今日は（1973年 - 1974年、日本テレビ）- 吉良路子 役
- 河を渡ったあの夏の日々（1973年10月6日、NHK総合） - 文子 役
- もってのほか（1974年 - 1975年、毎日放送）
- となりのとなり（1974年 - 1975年、日本テレビ）- 亀田ミキ 役
- 池田大助捕物日記（1974年 - 1975年、関西テレビ）- お香 役
- 遠山の金さん 第1シリーズ（1975年 - 1976年、NET） - お竜（初代ヒロイン） 役
- おんなの家 その六（1976年11月21日、TBS）
- 新五捕物帳（日本テレビ）
  - 第2話「女白浪情けの牢破り」（1977年） - おなみ 役
  - 第24話「御赦免船に散った花」 - 第118話「おりつ恋唄」（1978年 - 1980年） - おりつ（レギュラー） 役※事実上のヒロイン
- 大江戸捜査網 第367話「遺産に群がる狐と狸」（1978年、12ch） - お染 役
- 江戸の牙 第8話「対決! 黒い稲妻」（1979年、テレビ朝日）
- 噂の刑事トミーとマツ 第1シリーズ第15話「燃えよドラゴン 鎌倉の決闘」（1980年、TBS / 大映テレビ） - 内藤の妻 役
- ザ・ハングマン 燃える事件簿 第15話「おもちゃの首の怨み唄」（1981年、朝日放送） - 明美 役
- 幻之介世直し帖 第13話「金も女もおそろしい」（1981年、日本テレビ）
- 銀河テレビ小説（NHK総合）
  - 本日開店（1982年） - 幸子
- 橋田壽賀子ドラマ / 結婚（1982年、TBS） - 花田冬子 役
- 鬼平犯科帳 第3シリーズ 第5話「浅草・御厩河岸」（1982年、テレビ朝日） - お梶 役
- 大岡越前 第7部 第5話「夢で拾った五十両」 （1983年、TBS） - おかつ 役
- 明石貫平35才（1983年、日本テレビ）
- 土曜ワイド劇場 / 隠しカメラの人妻（1985年、テレビ朝日）
- ひとひらの雪（1986年、テレビ朝日） - 順子 役
- 花王 愛の劇場 / 家庭って?（1986年、TBS）
- 太陽にほえろ! 第685話「ロッキーの白いハンカチ」（1986年、日本テレビ） - 間宮しのぶ 役
- 夏樹静子サスペンス / 偽りの凶器（1986年、関西テレビ）
- 水曜グランドロマン「女の中の祭り」（1989年、日本テレビ）
- 白い巨塔（1990年、テレビ朝日）
- 鬼平犯科帳 第2シリーズ 第15話「霧の朝」（1991年、フジテレビ / 松竹） - おきね 役
- 中学生日記（1993年、NHK名古屋）
- 江戸を斬るVIII 第24話「贋金の夢を見た」（1994年、TBS / C.A.L） - お民 役

### 舞台
- 極楽島物語

### ラジオ
- ヒットでヒット バチョンといこう!（1970年、ラジオ大阪） - 木曜パートナー
- 歌謡大行進（1973年 - 1975年、文化放送） - 月曜パーソナリティー
- 小鹿みきの小みぢかスマイルラジオ（2017年 - 2018年、東海ラジオ）
- Dream BOX！+（2019年10月7日 - 、@FM）

## ディスコグラフィー

### シングル
1. いけない子になる時（1970年）
  - 作詞：山上路夫 / 作曲：村井邦彦 / 編曲：渋谷毅
  - （c/w 二度とは起らない）
2. 土曜日はしあわせ（1971年4月5日）
  - 作詞：北山修 / 作曲：田辺信一 / 編曲：田辺信一
  - （c/w さようなら，恋よ）
3. 田園都市線（1974年2月）
  - 作詞：結城一平 / 作曲：加瀬邦彦 / 編曲：馬飼野康二
  - （c/w ナルシスの恋人）
4. だ・い・て（2007年4月26日）※松田敏来とのデュエット
  - 作詞：山口洋子 / 作曲：平尾昌晃
  - （c/w 長良川恋歌）※松田敏来による歌唱